# Castillo Komine

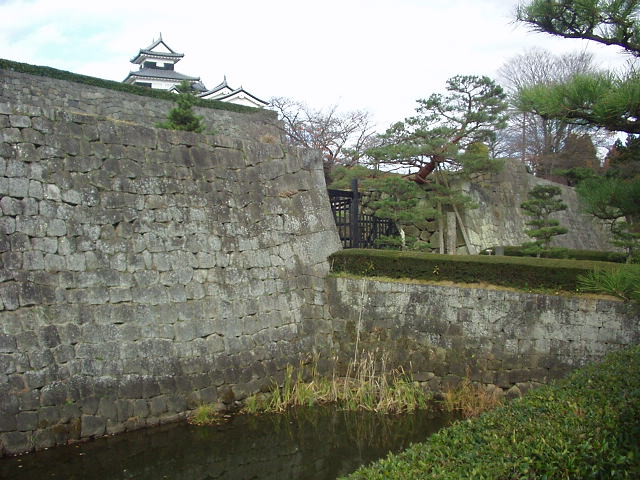
Foso del castillo Komine.

El Castillo Komine (小峰城 Komine-jō?,  lit. “Castillo de la pequeña cima”) es un castillo japonés localizado en Shirakawa, en la prefectura de Fukushima, Japón. Es llamado comúnmente también como Castillo Shirakawa (白河城 Shirakawa-jō?).
Junto con el castillo Morioka y el castillo Aizuwakamatsu, es considerado como uno de los tres más importantes de la región Tōhoku.
Actualmente está ubicado dentro del Parque Shiroyama.

## Historia
La construcción del castillo Komine comenzó en 1340 por Chikatomo Yūki, en una pequeña colina llamada en ese entonces Kominegaoka (小峰ヶ岡?). En 1627, el castillo estuvo bajo el control de Nagashige Niwa, quien tomó 100,000 bloques de piedra del vecino castillo Tanagura en el año de 1628 con el propósito de ampliarlo. La renovación culminó en 1632. Durante la mayor parte del periodo Edo, el castillo estuvo gobernado por el clan Matsudaira.
El castillo Komine fue el escenario durante la Guerra Boshin de 1868, donde las fuerzas leales al Emperador Meiji asediaron el castillo y vencieron a las fuerzas locales unidas bajo el mando de Matsudaira Katamori en la Batalla de Aizu. Un incendio se propagó y provocó que casi todo el castillo quedara destruido, dejándolo en ruinas.
Después del incidente, lo único que quedó del castillo fue el foso y parte del muro de piedra.
Entre 1991 y 1994, un ambicioso plan de reconstrucción se llevó a cabo y la mayoría de la estructura de madera se reconstruyó, incluyendo el donjon y la puerta principal.